# Seznam beloruskih politikov
Seznam beloruskih politikov.

### A
- Mikalaj Sjamjonavič Abramčik (Nikolaj Semjonovič Abramčik)
- Jazep (Josif) Adamovič
- Aljaksandr Aksjonaŭ (Aleksandr Aksjonov)
- Radasłaŭ Kazimiravič Astroŭski (Radoslav Kazimirovič Ostrovski)
- Aleksandr Asatkin-Vladimirski (Aljaksandr Asatkin-Uladzimierski)
- Nikolaj Avhimovič (Mikalaj Aŭhimavič)

### B
- Stanislav Bulak-Balahovič
- Vaclav Bahucki (Bogucki)
- Anatolij Biček
- Zianida Bičkovska(ja) (Bičkoŭskaja)
- Ivan Bilinski
- Vladimir Brovikov (Uladzimir Brovikaŭ)

### C
- Kazimierz Cichowski (Poljak)

### Č
- Aljaksandr Čarvjakoŭ (Aleksandr Červjakov)
- Mihail Čihir (Čigir)

### D
- Nikolaj Dementej (Mikalaj Dzjemjancej)
- Aljaksandr Dubko

### G
- Jan Gamarnik (Hamarnik)
- Konstantin Gej (Kanstancin Hej)
- Nikolaj Gikalo (Mikalaj Hikala)
- Nikolaj Goloded (Mikalaj Haladzjed)
- Roman Aleksandrovič Golovčenko (Raman Aljaksandravіč Haloučanka)
- Andrej Gromiko
- Nikolaj Gusarov (Husaraŭ)

### H
- Mječislav Hrib (Grib)

### I
- Sjamjon (Semjon) Ivanov

### K
- Andrej Kabjakov (Kobjakov)
- Pjotra Kalinin
- Aŭhjen Todaravič Kalubovič (Jevgenij Fjodorovič Kolubovič)
- Michaił Karčmit
- Afanasij Kavaljoŭ (Kovaljov)
- Tihon Kiseljov (Cihan Kisjaljoŭ)
- Vjačaslav Kjebič (Vjačeslav Kebič)
- Ivan Klimov (Klimaŭ)
- Vilgelm Knorin (Vilhelm/s Knorin/š)
- Vasil´ Kazlaŭ (Vasilij Kozlov)
- Valjancina Klačkova (Valentina Kločkova)
- Aljaksej Kljaščoŭ (Aleksej Kleščov)
- Valentina Kločkova (Valjancina Klačkova)
- Andrej Vladimirovič Kobjakov
- Mihail Kovaljov (Mihail Kavaljoŭ)
- Vital Kramko
- Pyotra Antonavič Krečevski (Pjotr Antonovič Krečevski)
- Aleksandr (Aljaksandr) Krinicki

### L
- Uladzimir Labanok (Vladimir Lobanok)
- Anatol Labiedźka
- Vaclaw Justinavič Lastowski
- Pavel Latuško
- Sjarhej Linh (Sergej Ling)
- Jazep (Josif) Ljosik
- Anton Luckjevič
- Alaksandr Łukašenka (Aleksander Lukašenko)

### M
- Vladimir Makej
- Anatol Malafjejeŭ (Anatolij Malofejev) (1933-2022)
- Pavieł Marijaŭ
- Michaił Marijnič
- Piotr Mašeraŭ (Pjotr Mašerov)
- Kiril Mazurov (Mazuraŭ)
- (Vincas Mickevič-Kapsukas)
- Vladimir Mikulič
- Alaksandr Milinkievič
- Nikandar Mjadzejka (Nikandar Medejko)
- Aleksandr Mjasnikov
- Mihail Mjasnikovič

### N
- Nikifor Nataljevič
- Uladzimir Naŭmaŭ
- Hjenadz´ Navicki (Genadij Novicki)

### P
- Zianon Paźniak
- Nikolaj Patoličev (Mіkalaj Patoličaŭ)
- Ivan Poljakov (Paljakoŭ)
- Pantelejmon Ponomarenko (Pancjeljajmon Panamarenka)
- Sjarhej (Sergej) Priticki

### R
- Nikolaj Rogozinski
- Sjarhjej Mikalajevič Rumas (Sergej Nikolajevič Rumas)

### S
- Lew/Lev Sapieha
- Jazep Simonavіč Sažič (Iosif Simonovič Sažič)
- Siarhiej (Sergej) Sidorski
- Raman (Roman) Skirmunt
- Ivan "Janka" Sjerada (Sereda)
- Nikolaj Sljunkov Mіkalaj Mіkіtavіč Sljonkoŭ (1929-2022)
- Jefrem Sokolov (Jafrem Sakalaŭ; Яфрэ́м Яўсе́евіч Сакало́ў) (1926-2022)
- Mihail Stakun
- Fjodor Surganov (Fjodar Surhanaŭ)
- Ivonka Surviłła (Ivonka Uladzimirawna Survilla)

### Š
- Vasilij Šarangovič/Šaranhovič
- Stanislaŭ Šuškevič

### T
- Heorhij Tarazjevič (Georgij Tarazevič)
- Aljaksandar Ivanavič Ts'vikjevič
- Aljaksandr Genrihovič Turčin (Alaksandar Hienryhavič Turčyn)

### V
- Danila Valkovič (Volkovič)
- Jazep Varonka (Josif Voronko)
- Vincuk Viačorka
- Aleksej Volkov (Vaŭkoŭ)

### Z
- Vasil' Ivanavič Zaharka (Vasilij Ivanovič Zaharko)
- Mihas Mihajlavič Zuj (Mihail Mihajlovič Zuj)

### Ž
- Z´micer (Dmitrij) Žilunovič
- Vintsent Antonavіč Žuk-Hriškevič (Vikentij Antonovič Žuk-Griškevič)